# Instituto Neymar Jr.
O Instituto Neymar Jr. é uma organização beneficente localizada na cidade de Praia Grande (SP), com o objetivo de ajudar pessoas em situação de vulnerabilidade através de atividades esportivas, educativas e sociais. O projeto foi idealizado pelo jogador de futebol Neymar Jr. e construído pela prefeitura da cidade de Praia Grande. O instituto consegue atender, de forma direta, cerca de 3 mil crianças, adolescentes e suas respectivas famílias, impactando cerca de 12 mil pessoas. Seu lançamento foi anunciado em 18 de janeiro de 2013, no bairro Jardim Glória, onde Neymar viveu durante a sua infância antes de chegar ao Santos Futebol Clube.
   “Cresci naquele bairro, jogando bola na rua, empinando pipa e brincando com bolinha     de gude. Nossa intenção não é só descobrir um novo craque, mas sim ajudar famílias     que têm um sonho, poder contribuir com informação e assistência adequada e preparar atletas paraolimpicos" - Neymar Jr., durante o lançamento.

## Atuação

### Atividades para os jovens
- Futebol
- Vôlei
- Vôlei de praia
- Natação
- Judô
- Basquete
- Música e Dança
- Leitura e escrita
- Informática
- Idiomas
- Xadrez e Damas
- Futsal

### Atividades para os familiares
- Natação
- Hidroginástica para a melhor idade
- Musculação
- Alfabetização de adultos
- Palestras de finanças, saúde, motivação e etc.
- Cursos profissionalizantes
- Curso de reciclagem

### Atividades gerais
- Assistência Social
- Educação e Assistência Pedagógica

## Critérios de Inclusão
Para participar do Instituto, é necessário seguir alguns critérios para a inclusão, tais como o jovem ter entre 7 e 14 anos, ter renda familiar de até R$140 per capita e estar matriculado em uma das quatro escolas da rede municipal de Praia Grande (EM. José Júlio Martins Baptista, EM. Roberto Mário Santini, EM. Pfª Elza Oliveira de Carvalho e EM. Pfª Maria Nilza Silva Romão). 
É permitida no Instituto a participação da família com quem o jovem reside, desde que a mesma esteja cadastrada no Programa Bolsa Família, do Governo Federal, através do CadÚnico.
A cidade de Praia Grande foi a escolhida para sediar o instituto não só por ser onde Neymar Jr. foi criado e passou boa parte da sua vida, mas também por ser a principal cidade da baixada santista.